# Восточнобоснийский диалект

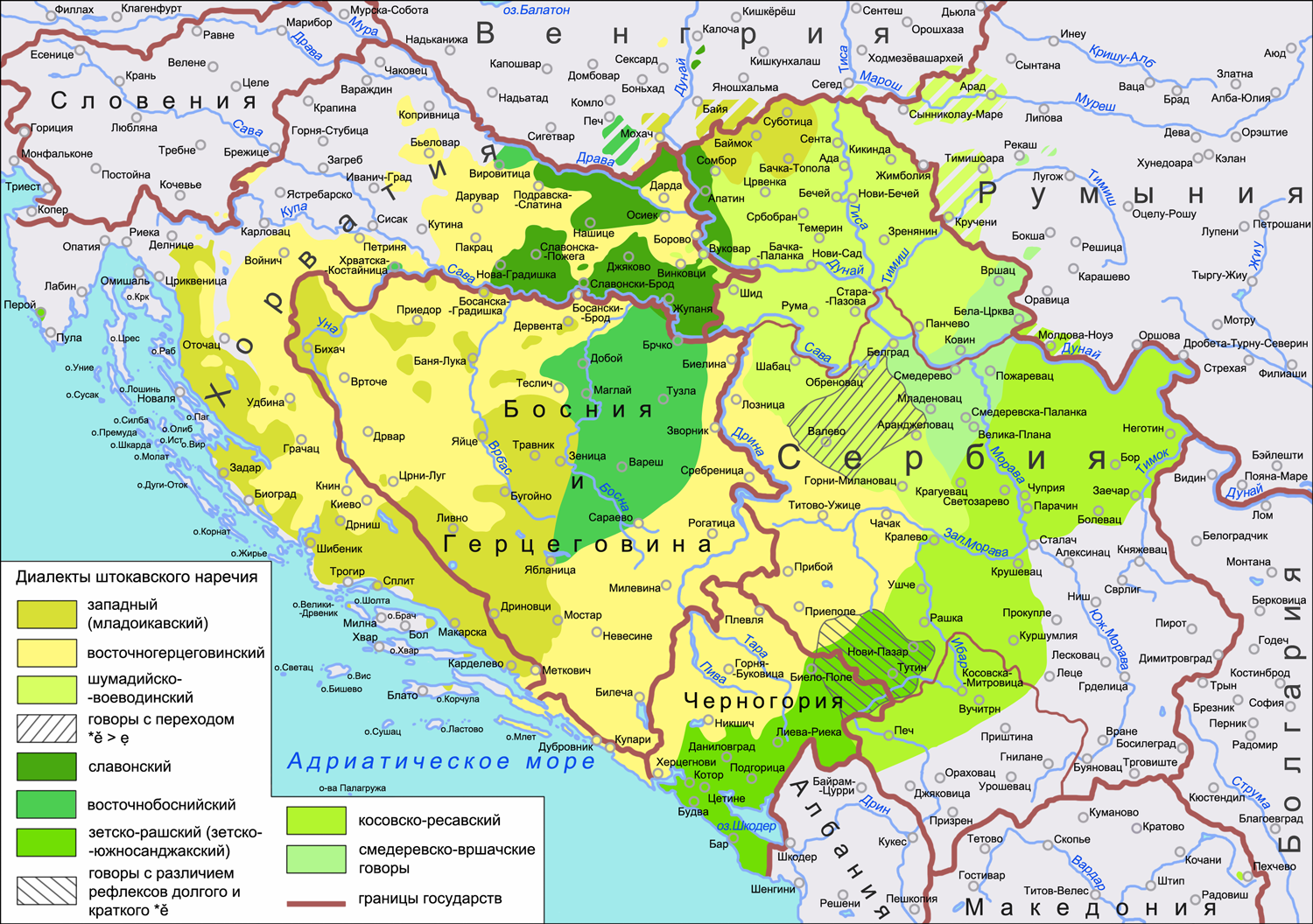
Восточнобоснийский диалект на карте штокавского наречия

Восточнобосни́йнский диале́кт (также восточнобоснийская группа говоров; хорв. istočnobosanski dijalekt, серб. источнобосански дијалекат, босн. istočnobosanski dijalekt) — один из четырёх староштокавских диалектов сербохорватского языкового континуума наряду со славонским, зетско-южносанджакским и косовско-ресавским. Вместе со славонским образуют группу так называемых шчакавских диалектов. Распространён в центральных и северо-восточных районах Боснии и Герцеговины, в междуречье Босны и Дрины, на севере ареал восточнобоснийского диалекта ограничен рекой Савой, на юге — окрестностями города Сараево. Островные ареалы диалекта распространены в северо-восточной Хорватии, в окрестностях города Вировитицы, и в южных районах Венгрии, к югу от города Печ.
Область распространения восточнобоснийского диалекта размещена в окружении переселенческих новоштокавских восточногерцеговинских говоров, за исключением северной и юго-западной границ, к которым примыкают ареалы славонского и младоикавского диалектов. В современной языковой структуре восточнобоснийского диалекта отмечается ощутимое влияние соседних новоштокавских говоров.
По произношению рефлекса праславянского *ě восточнобоснийский диалект, как и восточногерцеговинский и зетско-южносанджакский, является (и)екавским.
Большинство носителей восточнобоснийского диалекта — боснийцы. Кроме них на восточнобоснийском говорят также некоторые группы хорватов. Небольшие группы сербов в районах Озрена и Требавы, для которых восточнобоснийский диалект является родным, по мнению Йосипа Лисаца, имеют влашское происхождение.

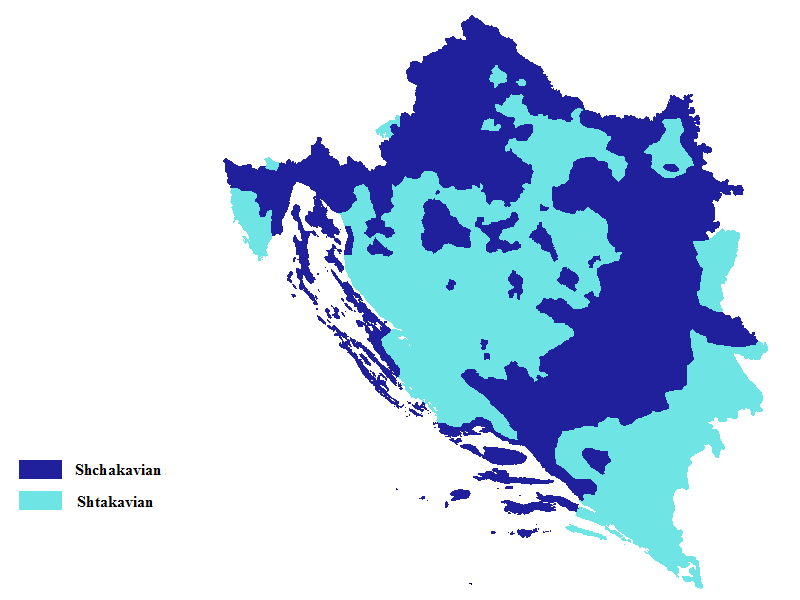
Ареалы рефлексов праславянского сочетания *stj в западной части сербохорватской диалектной области

К основным признакам восточнобоснийского диалекта относят:
1. Распространение сочетания šć (шћ) на месте праславянского *stj: шћап, огнишће.
2. Наличие иекавского произношения особого типа: на месте долгого *ě, наряду с ије, встречаются uē, ué, je. Переход нě > њ (њеко, њекада). Распространение многочисленных экавизмов.
3. Случаи произношения уо на месте слоговой согласной л.
4. Сохранение сочетаний рј, bј, vj: Залипје, жабјак, здравје, а также сочетаний dj, tj, stj, zdj: родјак, прутје, листје, гроздје.
5. Сохранение фонемы х главным образом в речи мусульман.
6. Сохранение аориста при почти полной утрате имперфекта и т. д.